# الپولو
الپولو (به لاتین: Alpullu) یک منطقهٔ مسکونی در ترکیه است که در استان قرقلرایلی واقع شده‌است.

## خصوصیات
الپولو ۲٬۵۷۷ نفر جمعیت دارد و ۴۰ متر بالاتر از سطح دریا واقع شده‌است.